# Bullsbrook
Bullsbrook är en del av en befolkad plats i Australien. Den ligger i kommunen Swan och delstaten Western Australia, omkring 34 kilometer nordost om delstatshuvudstaden Perth.
Bullsbrook är det största samhället i trakten. 
Trakten runt Bullsbrook består till största delen av jordbruksmark. Runt Bullsbrook är det ganska tätbefolkat, med 75 invånare per kvadratkilometer. Genomsnittlig årsnederbörd är 763 millimeter. Den regnigaste månaden är juli, med i genomsnitt 131 mm nederbörd, och den torraste är december, med 14 mm nederbörd.